# Kropyvnytsky
Kropyvnytsky (em ucraniano:  Кропивни́цький; Kropyvnytskyi) é uma cidade da Ucrânia, bem como o centro administrativo do Oblast de Quirovogrado. Tem 103 km² de área e sua população em 2020 foi estimada em 225.339 habitantes. Em 1924 era conhecido como Elisavetgrado (em russo:  Елисаветград), então até 1934 Zinov'evsk (em russo:  Зиновьевск) em honra de Grigori Zinoviev a sua cidade natal, no período 1934-1939 Kirovo (em russo:  Кирово) e até 2016 Quirovogrado (em ucraniano:  Кіровоград).
Kropyvnytsky é banhada pelo rio Inhul e está localizado 247 quilômetros ao sudeste de Kiev.

## História
Nos séculos XVI e primeira metade do século XVIII, as terras da cidade moderna e seus bairros adjacentes pertenciam aos cossacos ucranianos . A cidade foi fundada na época da Nova Sérvia em 1752 pelo coronel sérvio Ivan Horvat como uma fortaleza para proteger essas terras dos ataques dos turcos e tártaros da Crimeia e recebeu o nome de Santa Isabel.
Durante a Guerra de Independência da Ucrânia (1917-1921), a cidade estava sob o controle da República Popular da Ucrânia, mas em 1920 foi capturada pelas tropas soviéticas pela terceira vez . Vários milhares de residentes da cidade morreram durante a Holodomor e as repressões soviéticas . Durante a Segunda Guerra Mundial, de 5 de agosto de 1941 a 8 de janeiro de 1944, a cidade foi ocupada pelos nazistas.
Após o início da guerra russo-ucraniana, foi introduzida uma política de descomunização, durante a qual a cidade foi renomeada em homenagem a Mark Kropyvnytskyi, o fundador do primeiro teatro de língua ucraniana .

## Galeria

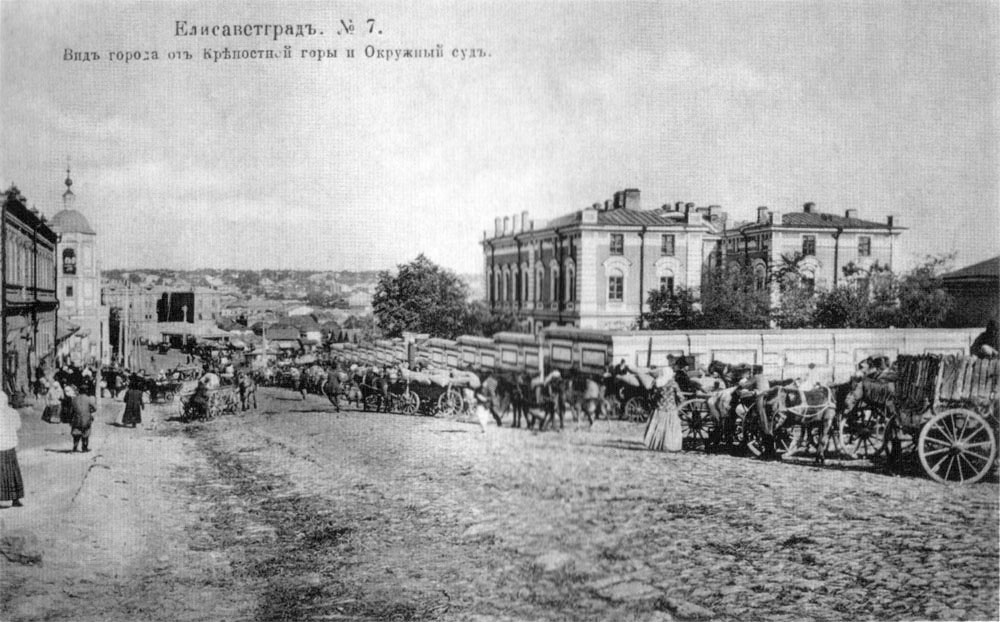
panorama da cidade, 1910 daqueles anos
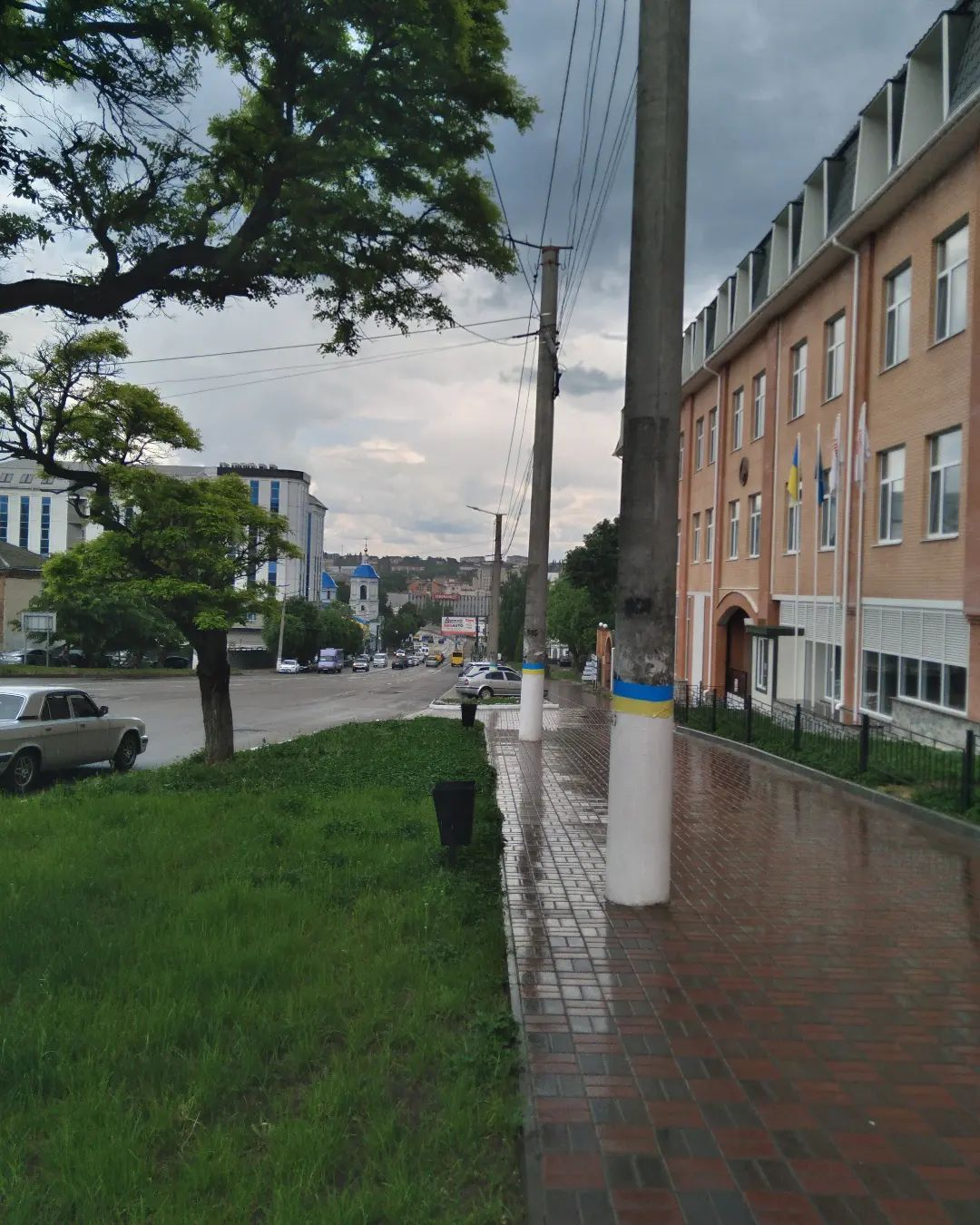
panorama da cidade, 2023
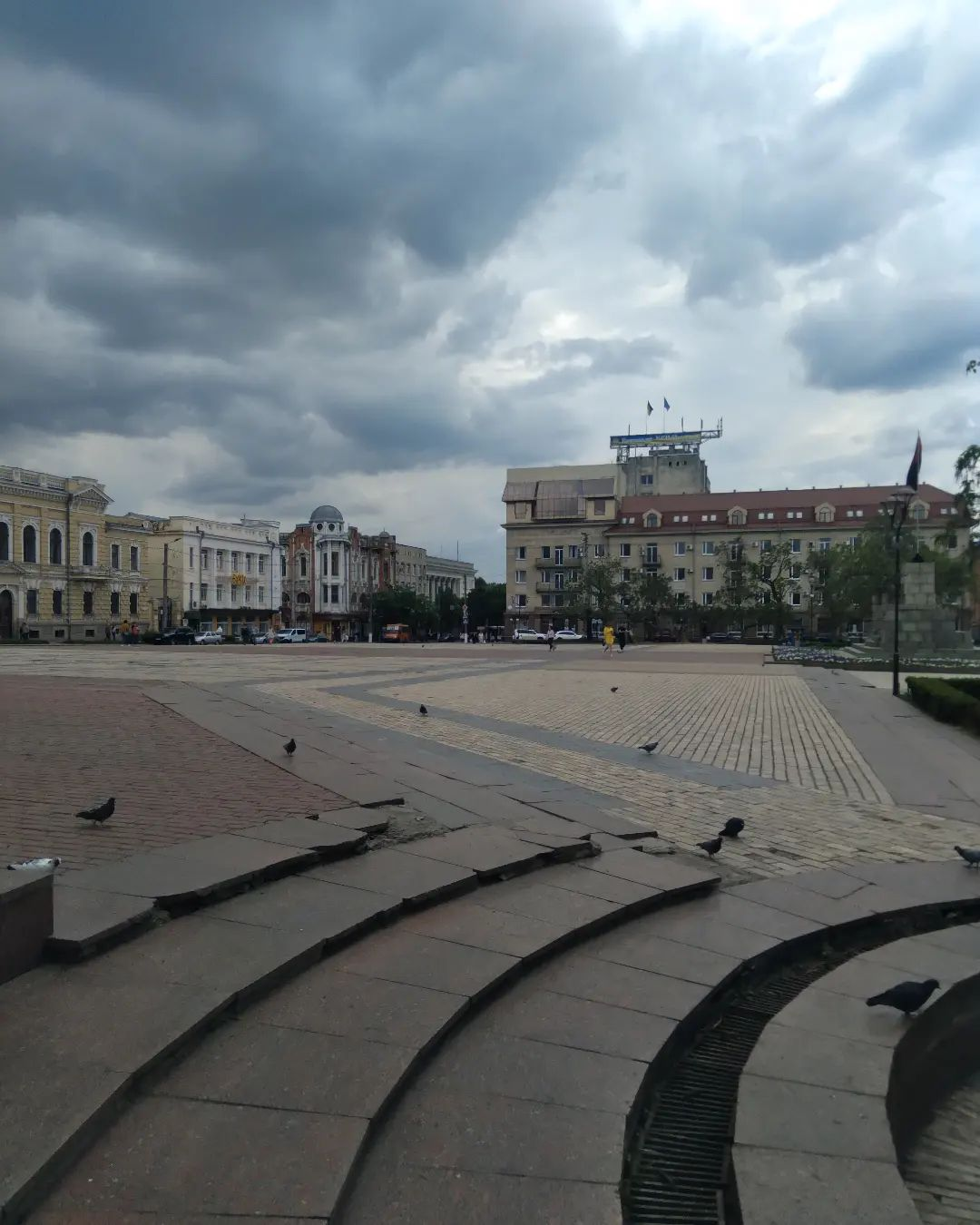
praça principal, 2023
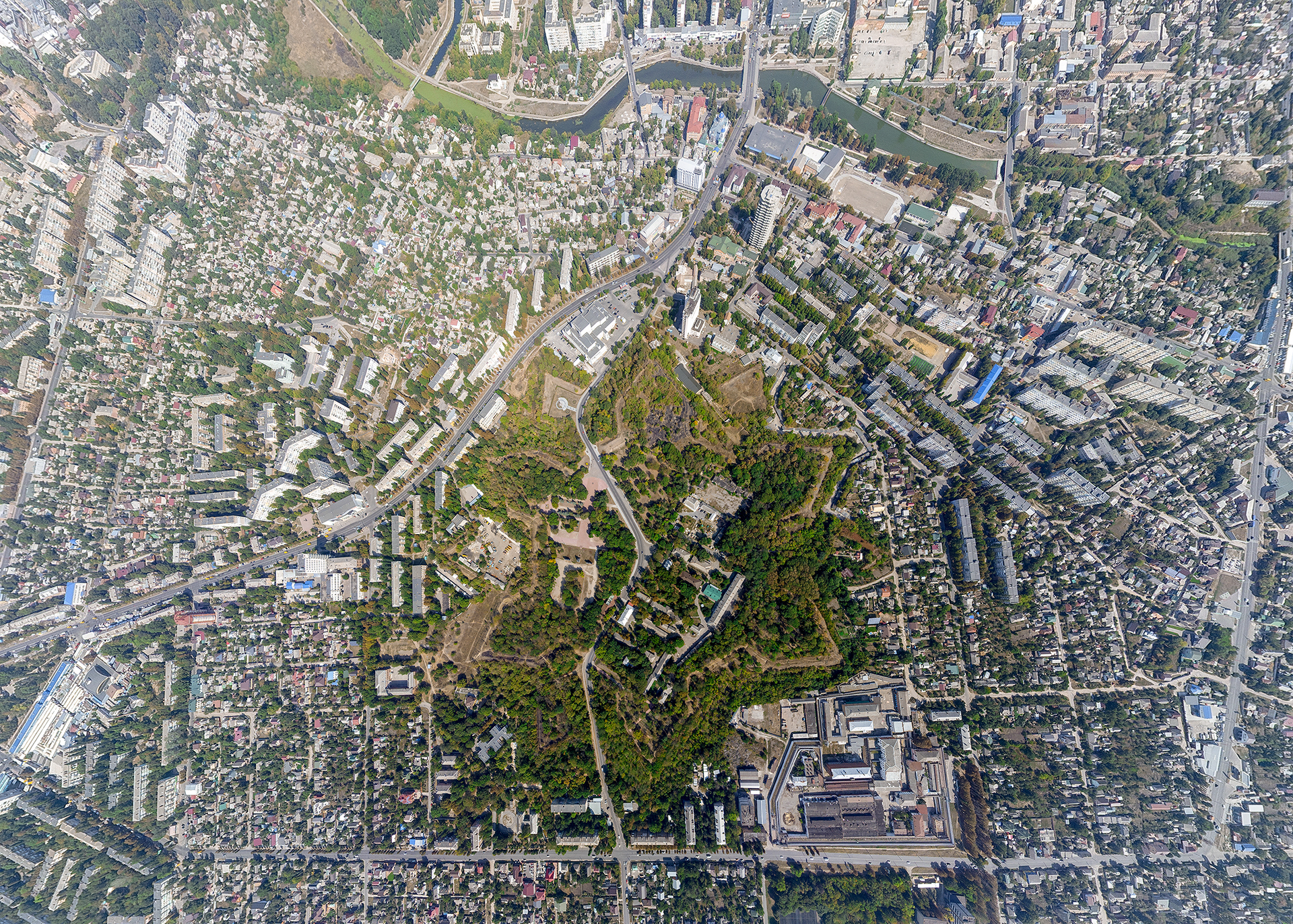
o estado atual da fortaleza
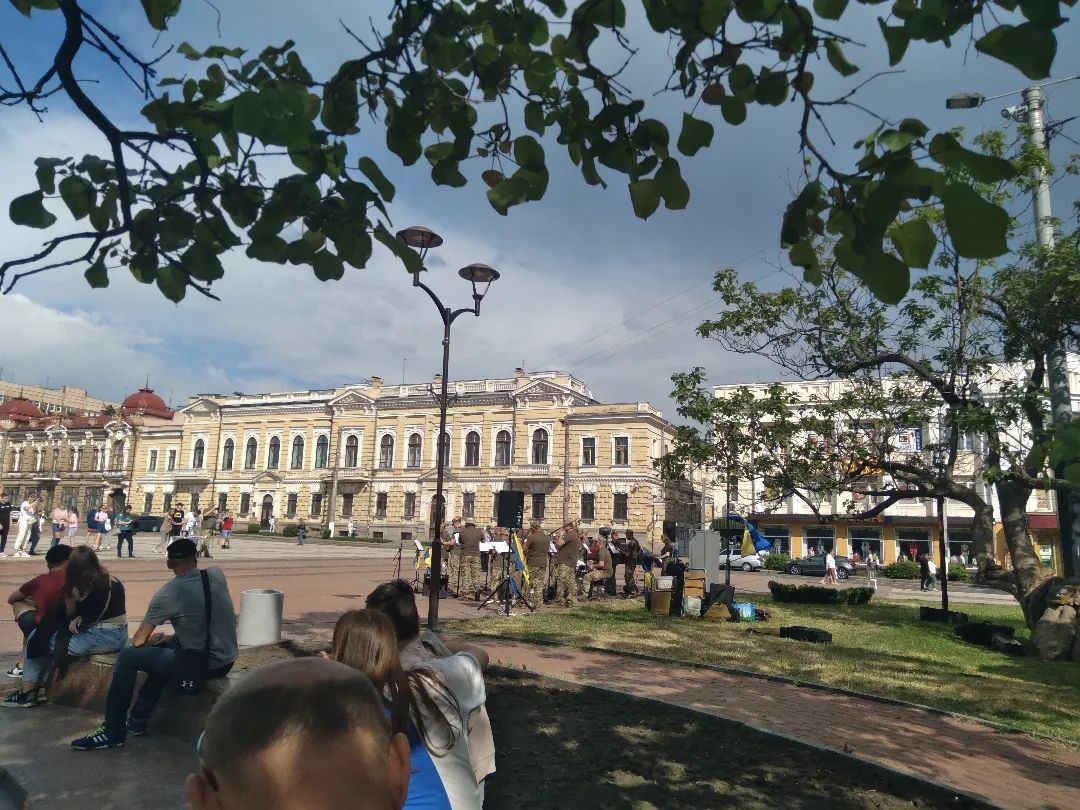
a banda militar canta para o povo, 2023
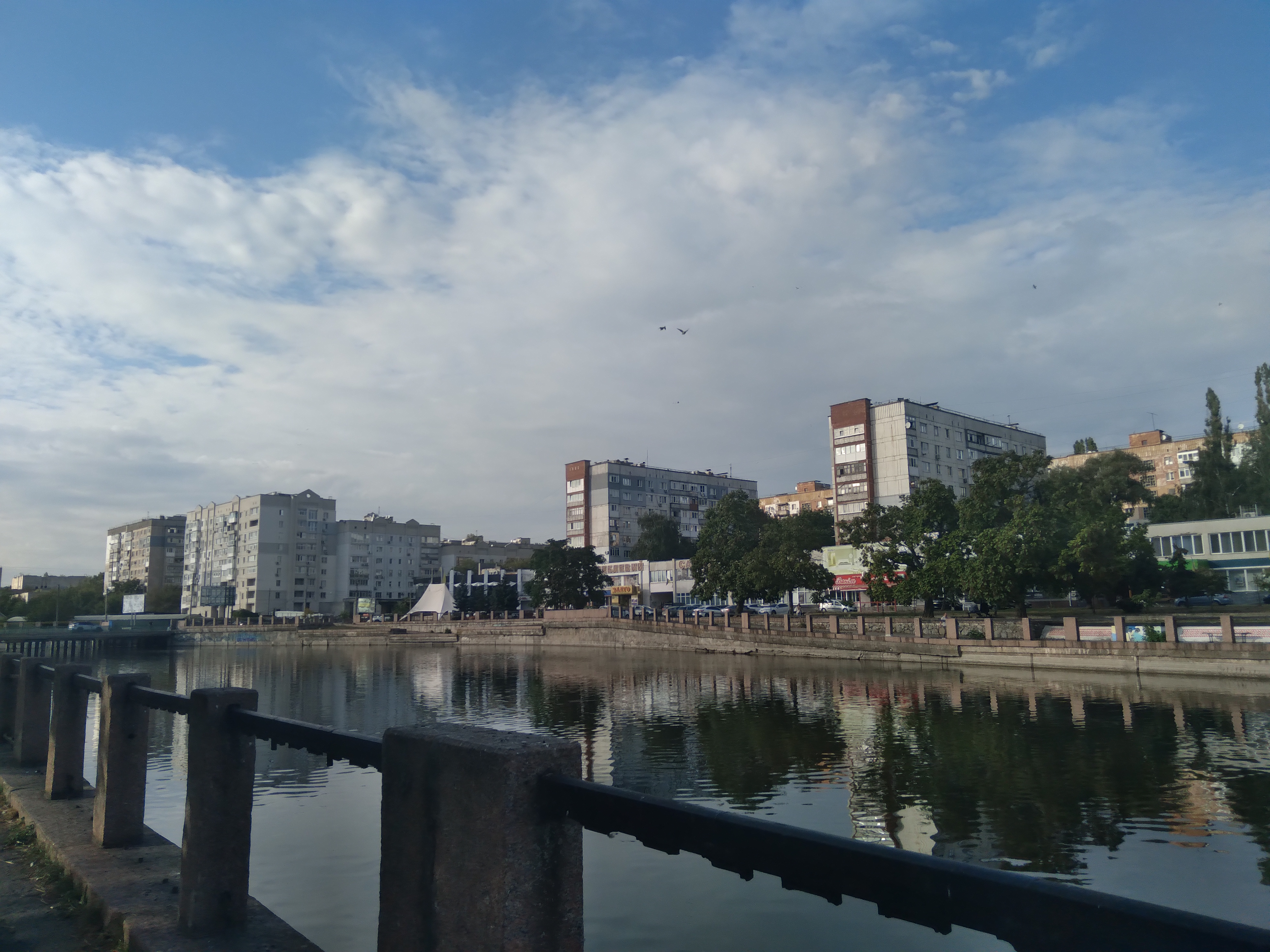
Rio Inhul
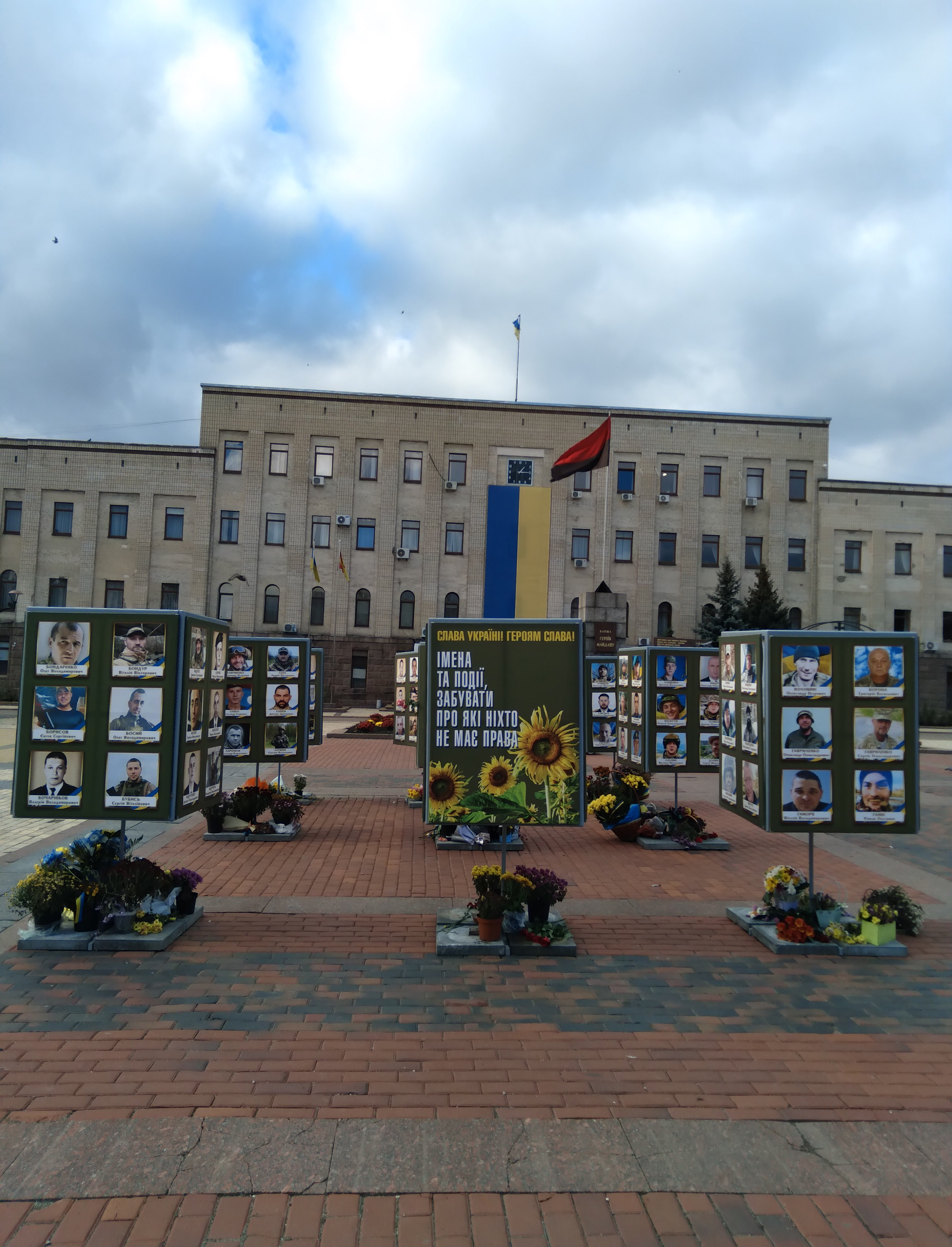
administração estatal regional (na frente estão fotos daqueles que morreram pela Ucrânia)
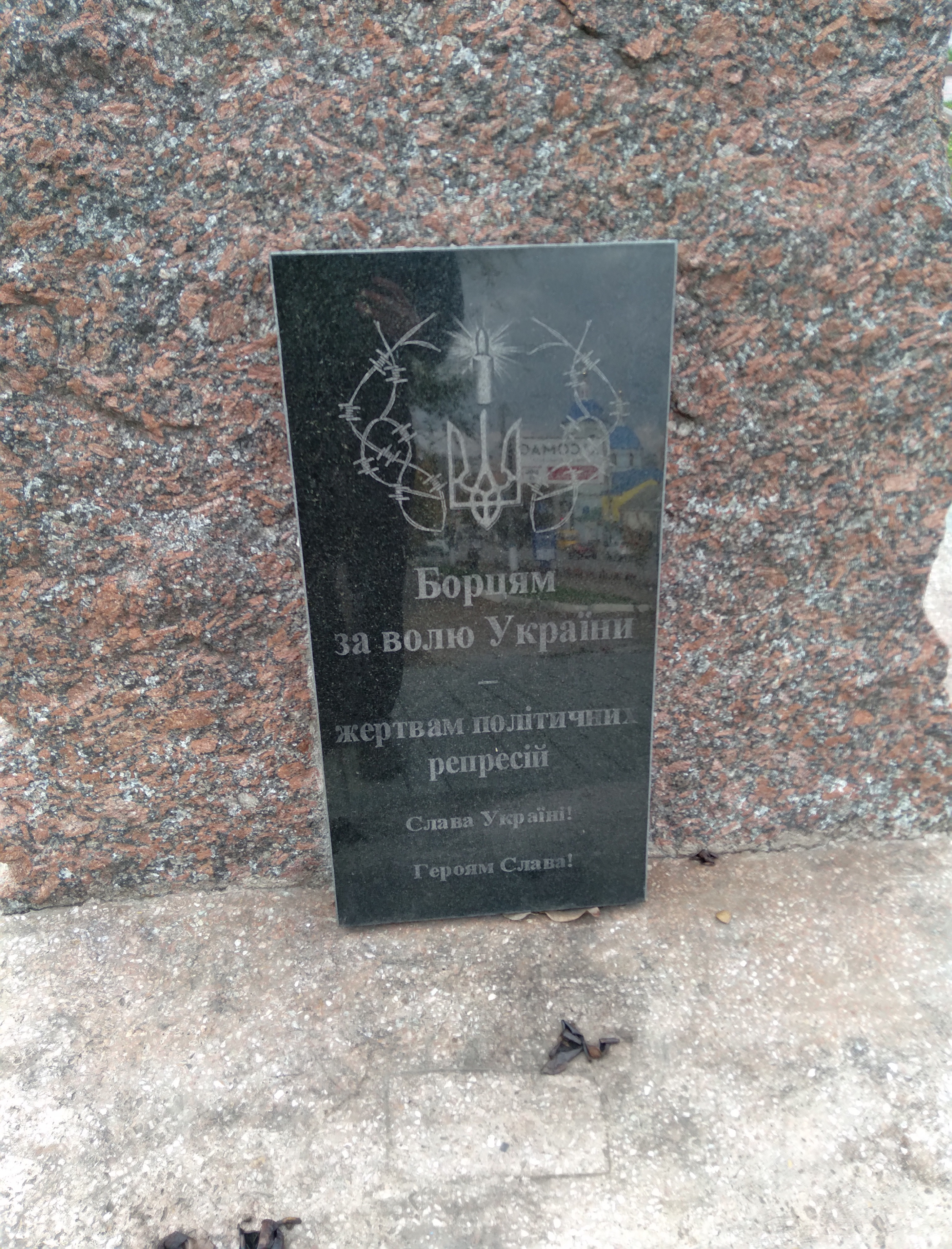
um monumento às vítimas da repressão política
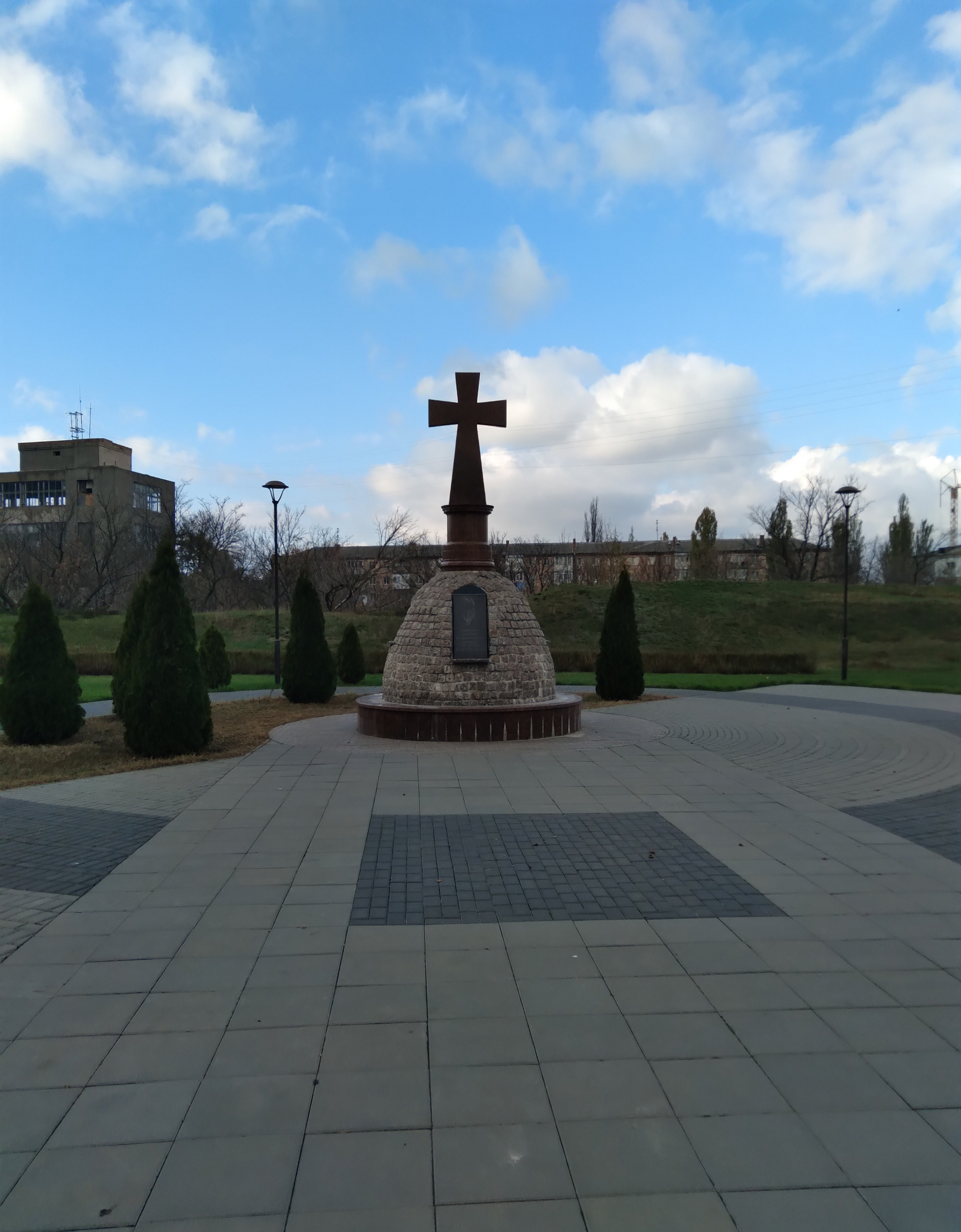
um monumento às vítimas da Grande Fome 1932-1933
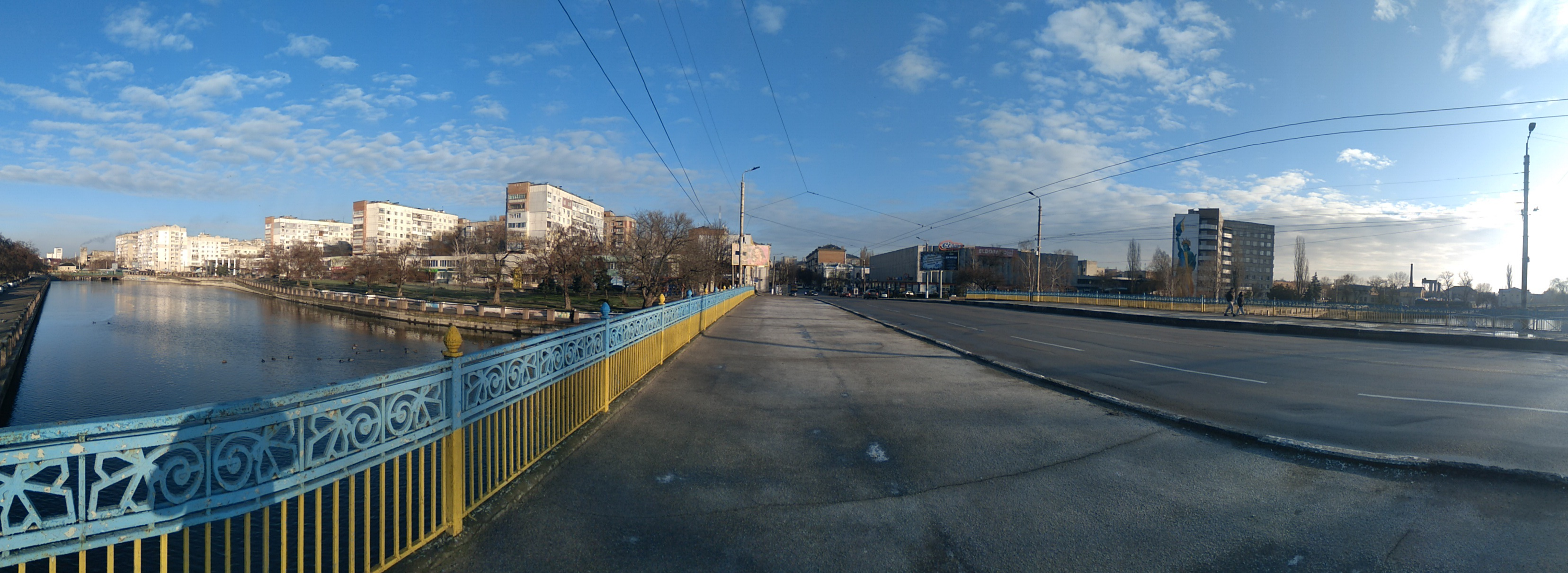
centro da cidade (panorama)
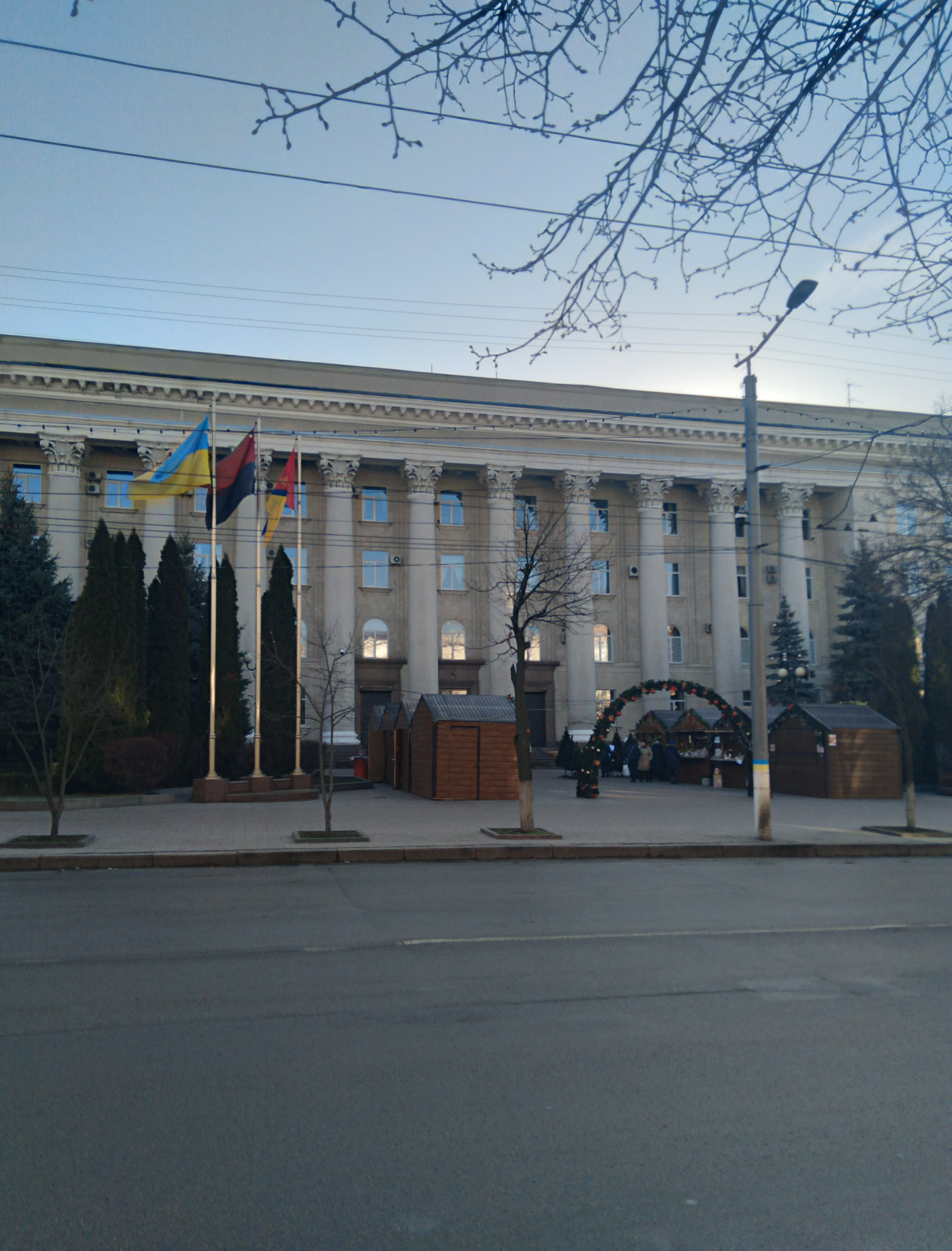
Câmara Municipal